# Arxipèlag Madrense

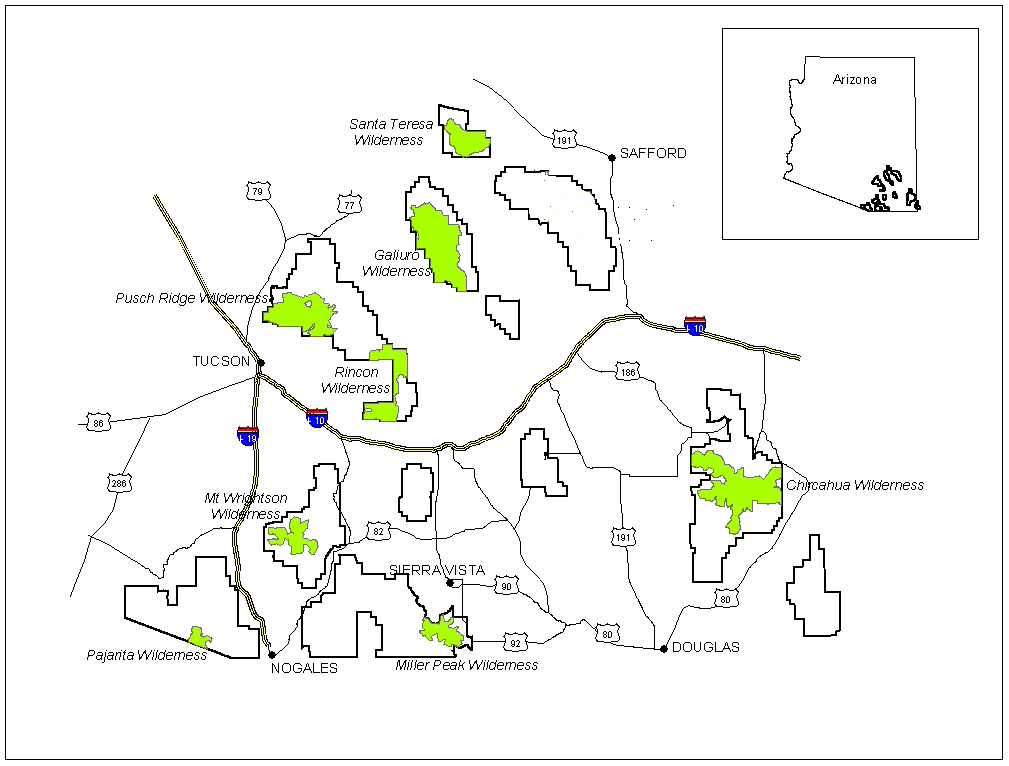
Mapa dels boscos al sud-est d'Arizona

L'arxipèlag Madrense són un enclavament de boscos de pi i roure madrense, que es troben a la cims de les serres i cadenes muntanyoses del sud d'Arizona, sud-oest de Nou Mèxic, i nord-oest de Mèxic. Les illes del celestan envoltades en les seves elevacions pel desert de Sonora i el desert de Chihuahua.
Les illes del cel són la part més septentrional de boscos de pins i roures de la sierra madre, que es classifiquen com a part de l'ecoregió dels boscos de pins i roures de la sierra Madre, del bioma dels boscos de coníferes tropicals i subtropicals. Les illes del cel estan aïllades d'altres boscos de coníferes de la Sierra Madre Occidental al sud pel clima sec i calorós dels seus voltants des de l'última glaciació.
S'estima que hi ha unes 27 illes del cel madrenses als Estats Units i 15 al nord de Mèxic. Les principals cadenes muntanyoses amb illes del cel madrense als Estats Units es troben a la sierra de Baboquivari, sierra de Chiricahua, sierra de Huachuca, sierra dels Pinaleños, sierra de Santa Caterina i la sierra de la Santa Rita.
El jaguar nord-americà es va extingir localmentperò ha tornat a la zona des del nord de Mèxic en petit nombre. Un d'aquests jaguars es diu El Jefe.